# Анрі-Фредерік Амієль
Анрі Фредерік Амієль (фр. Henri Frédéric Amiel, нар. 27 вересня 1821, Женева, Швейцарія — пом. 11 травня 1881, там само) — швейцарський філософ, поет та критик.

## Життєпис
Анрі був першою дитиною торговця Анрі Амієля та його дружини Кароліни Брандт. На його дитинство вплинули дві сімейні трагедії: смерть матері (від туберкульозу) та самогубство батька. На той час Анрі-Фредеріку було тринадцять, тому разом з молодшими сестрами Фанні та Лор, його взяли на виховання дядько Фредерік Амієль та тітка Фаншет, які вже мали своїх п'ятьох дітей.
У них Амієль мешкав сім років. Після початку навчання у рідному місті він подорожував до Швейцарії, Італії, Франції та Бельгії. У Німеччині він 9 місяців мешкав у Гейдельберзі. Потім, з 1844 до 1848, вивчав філософію (у Шеллінга), психологію (у Фрідріха Едуарда Бенеке), філологію та теологію в Берліні.
У 1849 році він повернувся до Женеви і став професором естетики та французької літератури в Женевському університеті завдяки своєму дослідженню «Du Mouvement littéraire dans la Suisse romande et de son futur» (укр. «Про літературний рух у франкомовній Швейцарії та його майбутнє»). З 1854 року аж до своєї смерті він завідував кафедрою філософії.
Амієль опублікував кілька томів віршів, історичних, філологічних досліджень та філософських есе під впливом німецької ідеалістичної філософії. Найпопулярнішим його твором за все життя стала патріотично-мілітаристська пісня «Бубай, барабани!» (1857).
Теорії Амієля були за своєю природою езотеричними. Вони збереглися в його праці відомій як «Journal Intime» («Інтимний щоденник»). Амієль писав про здатність окремої людини до трансформаційних змін, а також про людський зв'язок із божественним. Він стверджував, що єдиним справжнім предметом дослідження є спосіб, у який людський розум може метаморфізуватися та приймати різні форми. Поет відстоював необхідність досягнення внутрішньої гармонії з собою, і зазначав, що це відбувається через відносини людини з божественним.
«Journal Intime» Амієль розпочав писати в 1847 році і продовжував роботу над цією працею до смерті. Вперше його робота була частково опублікувана як «Fragments d'un journal intime» в 1884 році, а згодом з'явилися її розширені видання в 1939, 1948 роках. Англійською її переклала британська письменниця Мері Августа Уорд за пропозицією академіка Марка Паттісона.
Незважаючи на невелику кількість праць, «Журнал Амієля» здобув симпатію, якої автор не зміг отримати за своє життя. Окрім цієї праці, він написав кілька томів поезій та створив дослідження про Еразма, мадам де Сталь та інших письменників. Збереглося листування поета з його музою Луїзою Вайдер, яке вперше опублікували в 2004 році.
Помер 11 травня 1881 року у Женеві.

## Праці
- Essais, critiques— Нариси, огляди (1931)
- Lettres de jeunesse— Юнацькі листи (1904)
- Philine— Філіна (1927)
- Amiel's Journal: The Journal Intime of Henri-Frédéric Amiel — Журнал Амієля: Інтимний щоденник (1885)
- Fragments d'un journal intime— Фрагменти інтимного щоденника (1884).
- Jour à jour— День у день (1880)
- Jean-Jacques Rousseau jugé par les Genevois d'aujourd'hui — Жителі Женеви судять Жана-Жака Руссо (1879)
- L'Enseignement supérieur à Genève depuis la fondation de l'Académie depuis le 5 juin 1559— Вища освіту в Женеві з початку заснування академії з моменту заснування (1878)
- Les Étrangères— Чужі (1876)
- Charles le Téméraire— Карл Сміливий (1876)
- L'Escalade de MDCII— Ескалація MDCII (1875)
- La Part du rêve— Частина мрії (1863)
- La Cloche— Дзвін (1860)
- Il penseroso — Він так думає (1858)
- Grains de mil — Зерна проса (1854)
- Du mouvement littéraire dans la Suisse romane et de son avenir— Про літературний рух у римській Швейцарії та його майбутнє (1849)
- Berlin au printemps de l'année 1848 — Берлін навесні (1849)